# شطحات نسائية (مسلسل)
شطحات نسائية مسلسل مصري تم عرضه عام 2009م.

## [2]طاقم العمل
- إنتصار
- بثينة رشوان
- رجاء الجداوي
- بسام رجب
- صفاء جلال
- أحمد وفيق
- علا رامي
- خالد محمود
- حنان سليمان
- عزة بهاء
- جمال إسماعيل
- أحمد صيام
- محمد الصاوي
- ملك قورة
- إيناس نور
- ناصر سيف
- شمس الشرقاوي
- تامر القاضي
- عبدالحميد سند
- وسام وجيه
- نوال سمير
- محمود القشيري
- نيرة عارف
- إحسان الترك
- شروق
- عبدالسلام الدهشان
- رشا زهران
- فريد النقراشي
- جمال يرسف
- فيولا
- ياسمين النجار
- عصام شكري
- علي حسنين
- ميمي جمال
- عنير
- عمرو أسامة
- جورج وصفي
- أحمد العشري
- زينب محمود
- نجلاء شعير
- رحاب حسين
- محمد علي حسنين
- مجدي عبدالباري
- سحر عبدالحميد
- أمل دسوقي
- إيناس العربي
- أحمد الحلواني
- سيد جبر
- مروان علي